# دیمیتار دیمیتروف (بازیکن فوتبال، زاده ۱۹۴۹)
دیمیتار دیمیتروف (بلغاری: Димитър Димитров؛ زادهٔ ۲۰ نوامبر ۱۹۴۹) بازیکن فوتبال اهل بلغارستان است.
از باشگاه‌هایی که در آن بازی کرده است می‌توان به باشگاه فوتبال زسکا صوفیه اشاره کرد.
وی همچنین در تیم ملی فوتبال بلغارستان بازی کرده است.